# Cronologia da Guerra dos Seis Dias
Esta é uma cronologia da Guerra dos Seis Dias.

## 1967

### Abril
- 7 de Abril: Batalha aérea sobre o lago de Tiberíades. Os israelitas abatem seis Mig sírios.
- 29 de Abril: Moscovo avisa o Egito de que Israel concentra forças no Norte para atacar a Síria. Israel desmente.

### Maio
- 10 de Maio: Israel comunica às Nações Unidas que não ficará de “braços cruzados” diante das incursões árabes fomentadas pela Síria. No começo de Abril, o exército israelita tinha derrubado 6 caças Mig do Egito na fronteira entre Israel e Síria.
- 14 de Maio: O exército egípcio se desloca para a fronteira israelense e Nasser diz estar preparado para uma guerra.
- 16 de Maio: O então presidente do Egito, Gamal Abdel Nasser, exige a retirada dos soldados das Nações Unidas que estavam mobilizados no Sinai desde a guerra de Outubro de 1956. A solicitação foi aceita pela ONU no dia 19.
- 21 de Maio: O exército do Egito invade e recupera a base portuária de Sharm el-Sheikh.
- 22 de Maio: Nasser anuncia o encerramento do Estreito de Tiran às embarcações de Israel, o que implica o bloqueio do Golfo de Aqaba.
- 30 de Maio: Reconciliação entre o rei Hussein (Jordânia) e Nasser, que assinam um acordo de defesa. Em 4 de Junho, Iraque junta-se ao pacto jordano-egípcio.

### Junho
- 5 de Junho: Início da Guerra dos Seis Dias. A aviação israelita bombardeia 19 bases aéreas egípcias: 410 aviões ficam destruídos sem nem ao menos sair do solo. O exército de defesa israelense invade o Sinai.

Síria, Iraque, Jordânia, Argélia, Iêmen, Sudão, Kuwait e Arábia Saudita declaram-se em guerra contra Israel. Os Estados Unidos proclamam sua neutralidade.
- 6 de Junho: O exército de Israel toma a Faixa de Gaza e entra, através do território jordaniano (Cisjordânia), no setor árabe de Jerusalém.

Depois de uma longa disputa entre os Estados Unidos e a União Soviética, o Conselho de Segurança da ONU adoptou por unanimidade uma resolução em que solicita um cessar-fogo imediato.
- 7 de Junho: Conflitos com veículos blindados acontecem no coração do Sinai, enquanto o exército de Israel ocupa a margem oriental do canal de Suez. A marinha israelense retoma posse de Sharm el-Sheikh e libera o Golfo de Aqaba.

A Jordânia, que tinha perdido a Cisjordânia e Jerusalém oriental, aceita o cessar-fogo.
- 8 de Junho: Disparos de artilharia na fronteira entre Israel e Síria.

O Egito também aceita o cessar-fogo.
- 9 de Junho: Os israelitas invadem as colinas de Golã.

Nasser renuncia, mas atendendo ao clamor do povo, revoga a sua decisão.
- 10 de Junho: A União Soviética rompe suas relações diplomáticas com Israel.

A Síria cede ao pedido de cessar-fogo depois de perder a região de Kuneltra. Fim da Guerra dos Seis Dias.
- 28 de Junho: A Knesset (Parlamento de Israel) vota a anexação de Jerusalém oriental.

### Setembro
- 1 de setembro: Na cúpula de Cartum, os países árabes decidem não reconhecer o Estado de Israel nem realizar negociações com suas autoridades.

### Novembro
- 22 de novembro: O Conselho de Segurança da ONU adota a resolução 242 que ordena a retirada de Israel dos territórios ocupados.

O conflito permite ao Estado hebreu a anexação de Jerusalém Oriental, além da ocupação de Golã, do Sinai, da Faixa de Gaza e da Cisjordânia.